# Malhamspitzen
Malhamspitzen är bergmassiv med tre toppar i Österrike. Den högsta punkten är den norra toppen med en höjd av 3 373 meter över havet. Massivet ligger i förbundslandet Tyrolen, i den centrala delen av landet.
Trakten runt Malhamspitzen består i huvudsak av kala bergstoppar och isformationer.